# Lactarius maruiaensis
Lactarius maruiaensis är en svampart som beskrevs av McNabb 1971. Lactarius maruiaensis ingår i släktet riskor och familjen kremlor och riskor.   Inga underarter finns listade i Catalogue of Life.